# Amietophrynus camerunensis
Amietophrynus camerunensis е вид жаба от семейство Крастави жаби (Bufonidae). Видът е незастрашен от изчезване.

## Разпространение
Разпространен е в Габон, Демократична република Конго, Екваториална Гвинея, Камерун, Нигерия и Централноафриканска република.